# Rodney Alcala
Rodney Alcala (San Antonio, 23 augustus 1943 – Corcoran, 24 juli 2021) was een Amerikaans seriemoordenaar. Hij is diverse keren veroordeeld voor in totaal acht moorden op zeven vrouwen en een meisje: Cornelia Michel Crilley (23), Ellen Jane Hover (23), Robin Samsoe (12), Jill Barcomb (18), Georgia Wixted (27), Charlotte Lamb (31), Jill Parenteau (21) en Christine Thornton (28).

## Jeugd- en jongvolwassenheid
Rodney Alcala werd in 1943 geboren in de Texaanse stad San Antonio als zoon van Raoul Alcala Buquor and Anna Maria Gutierrez. Voor hem worden zijn broer en zus geboren en na hem komt er nog een zusje. Vader is kostwinner en verdient zijn brood als docent Spaans. Als Rodney 8 jaar oud is, verhuist het gezin naar Mexico omdat zijn oma van moederszijde ziek is en haar laatste jaren daar wil doorbrengen. Nadat zijn oma sterft, keert zijn vader terug naar de Verenigde Staten en verlaat het gezin. Niet veel later neemt moeder de vier kinderen mee naar Los Angeles, Rodney is dan 11 jaar oud en zijn ouders zijn gescheiden. Ondanks alles lukt het hem op school om vrienden te maken en hoort hij tot de besten van de klas. Hij krijgt pianoles en blijft gedurende zijn schoolperiode piano spelen.
In 1956 gaat hij naar de highschool. In het laatste semester vindt hij dat hij voldoende religieus onderwijs heeft gehad. Hij stapt over naar een openbare school. Drie jaar later in 1960 rondt hij de high school af en schrijft zich in om een opleiding tot militair parachutist te volgen in North Carolina. Hij is dan 17 jaar oud. Na de opleiding treedt hij in dienst van het Amerikaanse leger als klerk. Op 1 augustus 1962 sterft zijn vader onverwacht. Alcala krijgt een zenuwinzinking en komt terecht in een psychiatrisch ziekenhuis. In 1963 komt hij na een reis van ruim 4800 kilometer, welke hij liftend aflegt van Fort Bragg (North Carolina) naar Los Angeles, onaangekondigd bij zijn moeder aan. In 1964 wordt hij om medische redenen ontslagen; hij is door een militair psychiater gediagnosticeerd met een antisociale persoonlijkheidsstoornis.

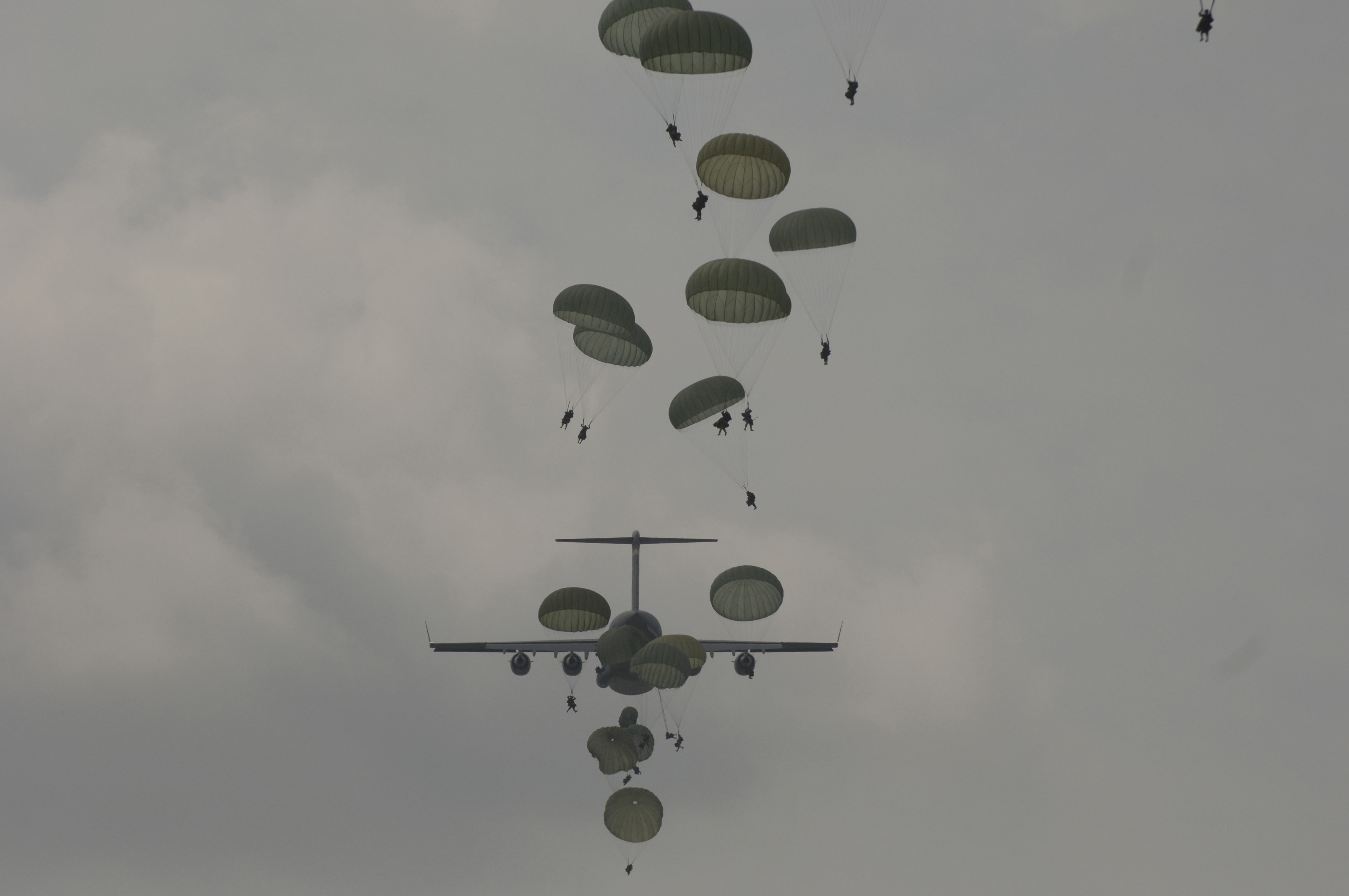
Militair parachutisten voeren een oefening uit in Fort Bragg, North Carolina. Alcala volgde hier een opleiding tot militair parachutist.

Na zijn ontslag schrijft hij zich in aan de UCLA School of Fine Arts, een Amerikaanse universiteit, waar hij in 1968 een ‘Bachelor Degree’ behaalt in ‘Fine Arts’. In 1968 begaat hij zijn eerste gewelddadige delict. Het slachtoffer is 8 jaar oud en overleeft. Alcala is nu 25 jaar oud en weet voorlopig uit de handen van de politie te blijven. Onder de naam ‘John Berger’ schrijft hij zich in bij de New York-universiteit waar hij wordt geaccepteerd voor de opleiding film. Hij krijgt onder andere les van Roman Polanski. Vanaf juli 1968 wordt hij – eveneens onder de naam ‘John Berger’ – ingehuurd door een zomerkamp in George Mills, New Hampshire. Hij werkt er als begeleider op het gebied van drama en kunst. In juni 1971 studeert hij af aan de NYU. In dezelfde maand verkracht en vermoordt hij de 23-jarige Cornelia Michel Crilley. Deze moord wordt pas 40 jaar later opgelost.

Logo UCLA School of Theater, Film and Television, een van de universiteiten waar Alcala afstudeerde.

Na zijn afstuderen blijft hij werken als begeleider in het zomerkamp. Hij ontplooit rond deze tijd tevens zijn eigen activiteiten als professioneel fotograaf in Manhattan (New York) waar hij zich – nog steeds onder de naam ‘John Berger’ – specialiseert in portretfotografie van jonge vrouwen. Twee weken na zijn arrestatie in 1979 treft de recherche meer dan 1700 foto’s aan in een opslagruimte in Seattle (Washington) die gehuurd werd door Alcala.

## Moorden en andere gewelddadige delicten 1968-1979
Op 25 september 1968 lokt hij een 8-jarig meisje, Tali Shapiro, mee naar zijn appartement in Los Angeles. Dit wordt gezien door een automobilist die hem naar zijn appartement volgt en de politie belt. Alcala vlucht weg uit het appartement als de politie aanbelt. Het meisje wordt levend teruggevonden, ze is verkracht en geslagen met een stalen buis. Om het aanhoudingsbevel te omzeilen, schrijft hij zich onder de naam John Berger in bij de NYU waar hij geaccepteerd wordt.
In juni 1971 wordt Cornelia Michel Crilley, een 23-jarige Trans World Airlines-stewardess, verkracht en gewurgd aangetroffen in haar appartement in Manhattan. Haar moord blijft onopgelost totdat deze in 2011 wordt verbonden met Alcala.
De FBI voegt Alcala toe aan de lijst van tien meest gezochte voortvluchtigen wegens de verkrachting en poging tot moord op Tali Shapiro. In augustus zien twee jonge meiden die lessen volgen aan het zomerkamp in George Mills, zijn foto op een FBI-poster op het postkantoor. Zij melden dit aan de decaan van het zomerkamp die er op zijn beurt melding van maakt bij de FBI.

### Eerste arrestatie en gevangenisstraf
Op 11 augustus 1971 wordt Alcala ter plekke gearresteerd en uitgeleverd aan Californië. De ouders van Tali Shapiro weigeren haar te laten getuigen in de rechtszaak. Alcala kan zonder deze getuigenis niet veroordeeld worden voor verkrachting en poging tot moord; de openbaar aanklagers pleiten hem schuldig aan minder ernstige vergrijpen. Op 19 mei 1972 wordt hij veroordeeld tot een ‘indeterminate sentencing’; er wordt een tijdsspanne aangegeven waarin hij in hechtenis blijft, als hij zich in die tijd ‘bewijst’ maakt hij kans op voorwaardelijke invrijheidstelling. De staatsgevangenis psychiater komt na tweeëneenhalf jaar tot de conclusie dat Alcala al veel verbetering en verandering heeft getoond. In augustus 1974 komt Alcala hierdoor voorwaardelijk vrij na een gevangenisstraf van 34 maanden. Hij is verplicht zichzelf te registreren als zedendelinquent bij het Monteray Park Police Department. In dezelfde maand vindt hij een baan bij een fotografiebedrijf dat hem inhuurt om foto’s te maken in winkels in Los Angeles.

### Tweede arrestatie en gevangenisstraf
Nog geen twee maanden na zijn voorwaardelijke vrijlating, wordt hij op 13 oktober gearresteerd door een parkopzichter die op de geur van een joint af gaat. Hij treft Alcala in het gezelschap van een 13-jarig meisje uit Huntington Beach. Alcala heeft haar ontvoerd, gekust en gedwongen om marihuana met hem te roken. Alcala krijgt wederom een ‘indeterminate sentencing’ en komt na twee jaar voorwaardelijk vrij op 16 juni 1977. De voorwaardelijke invrijheidstelling wordt toegekend omdat Alcala ‘re-reformed’ zou zijn op basis van zelfverbeteringsprogramma’s waaraan hij in de gevangenis deel had genomen. Na zijn invrijheidstelling dient hij zich wekelijks te melden bij zijn reclasseringsambtenaar.

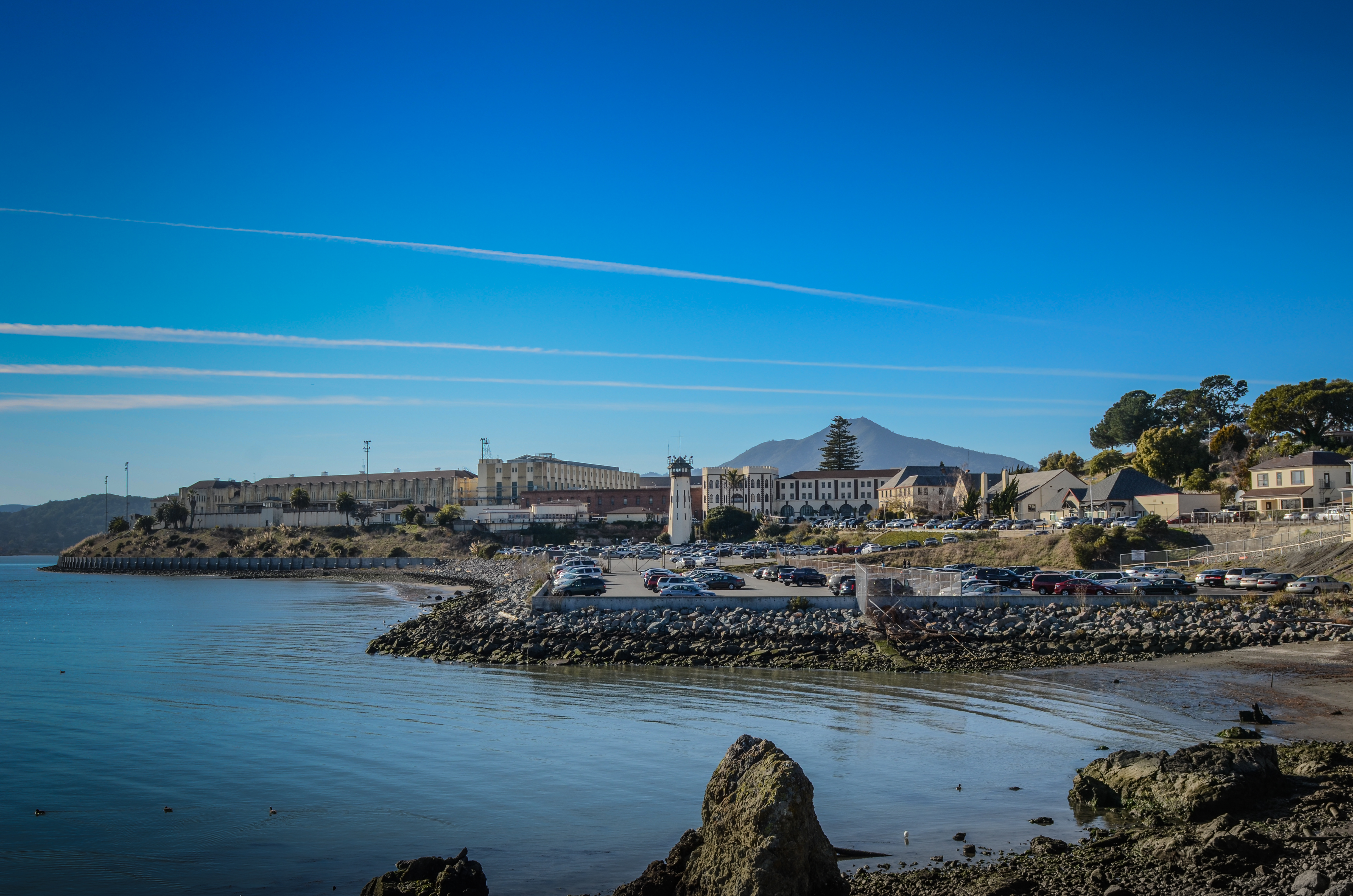
San Quentin State Prison, in deze gevangenis verbleef Alcala totdat hij overgeplaatst werd naar California State Prison, Corcoran wegens gezondheidsproblemen.

## Terugkeer in de maatschappij
Kort na zijn tweede vrijlating in 1977, neemt de reclasseringsambtenaar in Los Angeles het ongebruikelijke besluit om de recidivist Alcala toe te staan om naar New York te reizen om familie te bezoeken. Een week na aankomst in Manhattan wordt Ellen Jane Hover, de 23-jarige dochter van de eigenaar van de populaire nachtclub Ciro's in Hollywood en peetdochter van Dean Martin en Sammy Davis jr., opgegeven als vermist. In dezelfde periode is een andere seriemoordenaar actief in New York, Son of Sam (David Berkowitz). Op 14 december wordt Alcala ondervraagd door de FBI in verband met de vermissing van Ellen Jane Hover omdat zij op de dag van haar vermissing een afspraak had met John Berger, zijn bekende alias. De FBI moet hem laten gaan omdat het lichaam van Hover niet gevonden is en er geen ander bewijs is dat haar aan hem kon linken. Haar stoffelijk overschot wordt een jaar later in juni 1978 begraven aangetroffen op het terrein van het Rockefeller Estate in Westchester County (New York, na een zoekactie die werd ingesteld nadat bekenden van Alcala de betreffende locatie hadden aangeduid als een plek waar hij graag kwam om te fotograferen.
Het is zomer, 1977, als de 28-jarige Christine Thornton verdwijnt. Ze is dan zes maanden zwanger. In 1982 wordt het stoffelijk overschot van een onbekende vrouw gevonden door een boer. In 2013 herkent een familielid haar op foto’s die gemaakt werden door Alcala rond de tijd van haar vermissing (zie verderop: Foto’s). In 2015 wordt door middel van DNA-analyse vastgesteld dat het stoffelijk overschot dat in 1982 gevonden werd, toebehoort aan Christine Thornton en haar ongeboren baby. In 2016 stelt de staat van Wyoming Alcala in beschuldiging van de moord op Christine Thornton.
In september 1977 wordt Alcala als zetter aangenomen bij de Los Angeles Times. In deze periode overtuigt Alcala honderden jonge vrouwen ervan dat hij een professionele modefotograaf is en fotografeert ze voor zijn 'portfolio'. Een medewerkster van de Times herinnert zich later dat Alcala foto’s aan collega's toonde. "Toen ik vroeg waarom hij de foto's nam, zei hij dat hun moeders hem vroegen." Tussen oktober 1977 en februari 1978 is nog een seriemoordenaar actief. In de LA Times wordt deze de ‘Hillside Strangler’ genoemd. In werkelijkheid gaat het hier om twee samenwerkende seriemoordenaars, de neven Angelo Buono jr. en Kenneth Bianchi. Als zedendelinquent wordt Alcala op 22 maart 1978 onderworpen aan een verhoor door de Hillside Strangler-taakgroep. Hoewel Alcala wordt uitgesloten als de Hillside Strangler, wordt tijdens het verhoor in zijn woning (hij woont nog steeds bij zijn moeder) marihuana aangetroffen. Hij zit hiervoor een korte celstraf uit in 1978.
Op 10 november 1977 wordt het lichaam van de 18-jarige Jill Barcomb gevonden in de omgeving van de Hollywood Hills. Ze is seksueel mishandeld, halfdood geslagen met een steen en gewurgd met een blauwe broek. De moord wordt oorspronkelijk toegeschreven aan de Hillside Strangler. Door middel van DNA-analyse wordt in 2003 echter bekend dat Alcala ook deze moord heeft gepleegd. Op 16 december, twee dagen nadat Alcala is verhoord inzake de vermissing van Ellen Jane Hover, treft men de 27-jarige Georgia Wixted dood aan in haar appartement in Malibu. Zij is seksueel misbruikt en gewurgd. Net als bij Jill Barcomb wordt in 2003 door middel van DNA-analyse bekend dat Alcala de moordenaar is van Georgia Wixted.

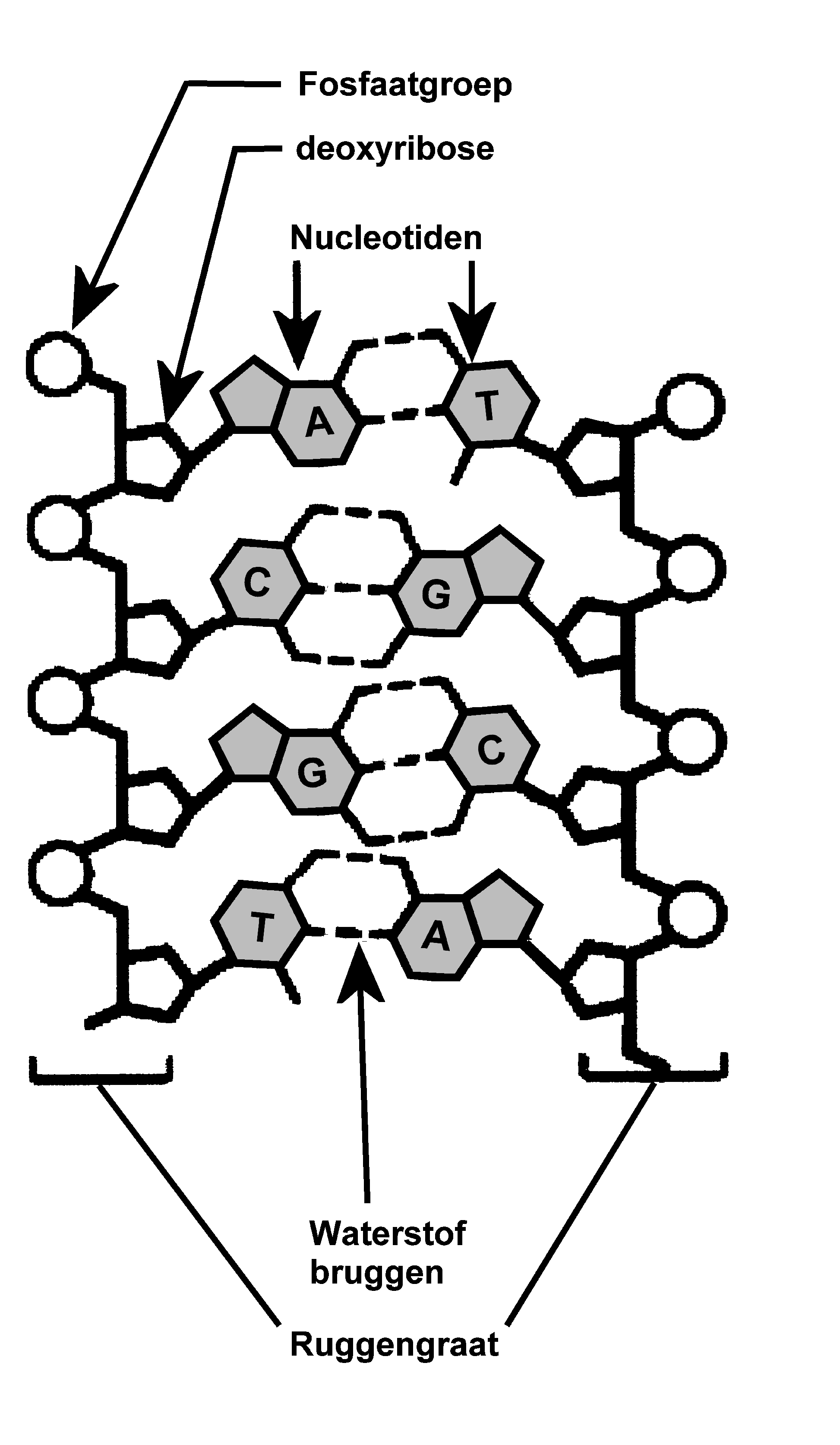
DNA structuur.

In maart 1978 zit Alcala een korte celstraf uit voor het bezit van marihuana, op 24 juni wordt hij vrijgelaten. Op dezelfde dag wordt in de wasruimte van een appartementencomplex in El Segundo (Californië) het lichaam gevonden van een onbekende vrouw. Drie maanden later stelt men vast wie de onbekende vrouw is; het is Charlotte Lamb, een 31-jarige vrouw. Zij is vier dagen na de vondst van de onbekende vrouw als vermist opgegeven bij de politie. Door middel van DNA-analyse wordt in 2004 bekend dat Alcala ook deze vrouw heeft vermoord.

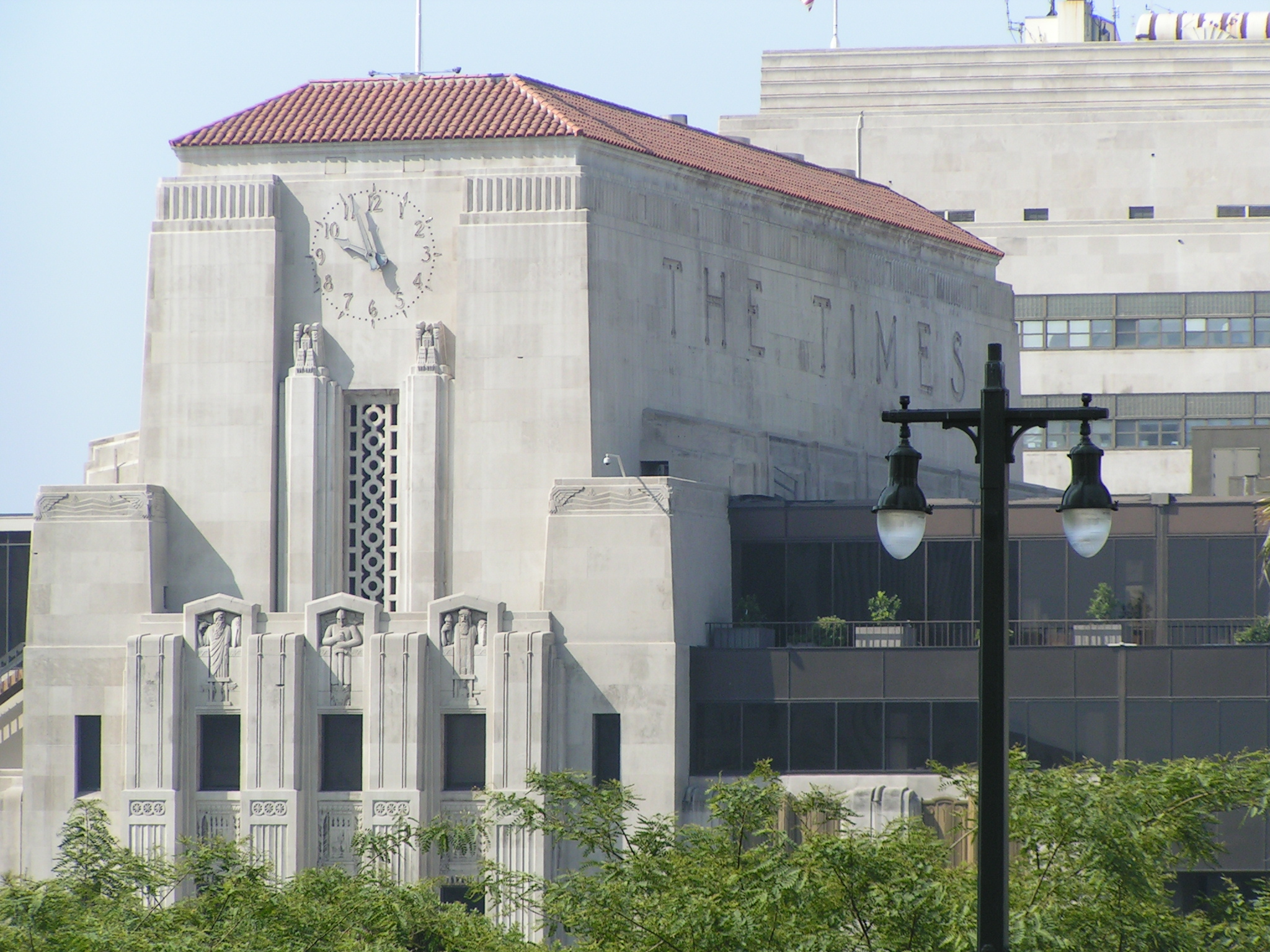
Het kantoor van de LA Times waar Alcala werkte als zetter.

### Optreden in tv dating show
Op 13 september 1978 is Alcala deelnemer aan een tv dating show, de presentator introduceert hem als een "Succesvolle fotograaf die startte toen zijn vader hem op 13-jarige leeftijd volledig ontwikkeld in de donkere kamer vond. Tussen het schieten van plaatjes door zou je hem kunnen zien skydiven of motorrijden." Op een vlotte manier geeft hij gevatte antwoorden. Alcala wint de dating show. De prijs is een tennisles en een dagtrip naar een pretpark. De vrouw die hem uitkiest, Cheryl Bradshaw, zegt hun date later echter af omdat ze hem griezelig vindt. Zijn deelname aan de show, bezorgt hem de bijnaam “The Dating Game Killer”.

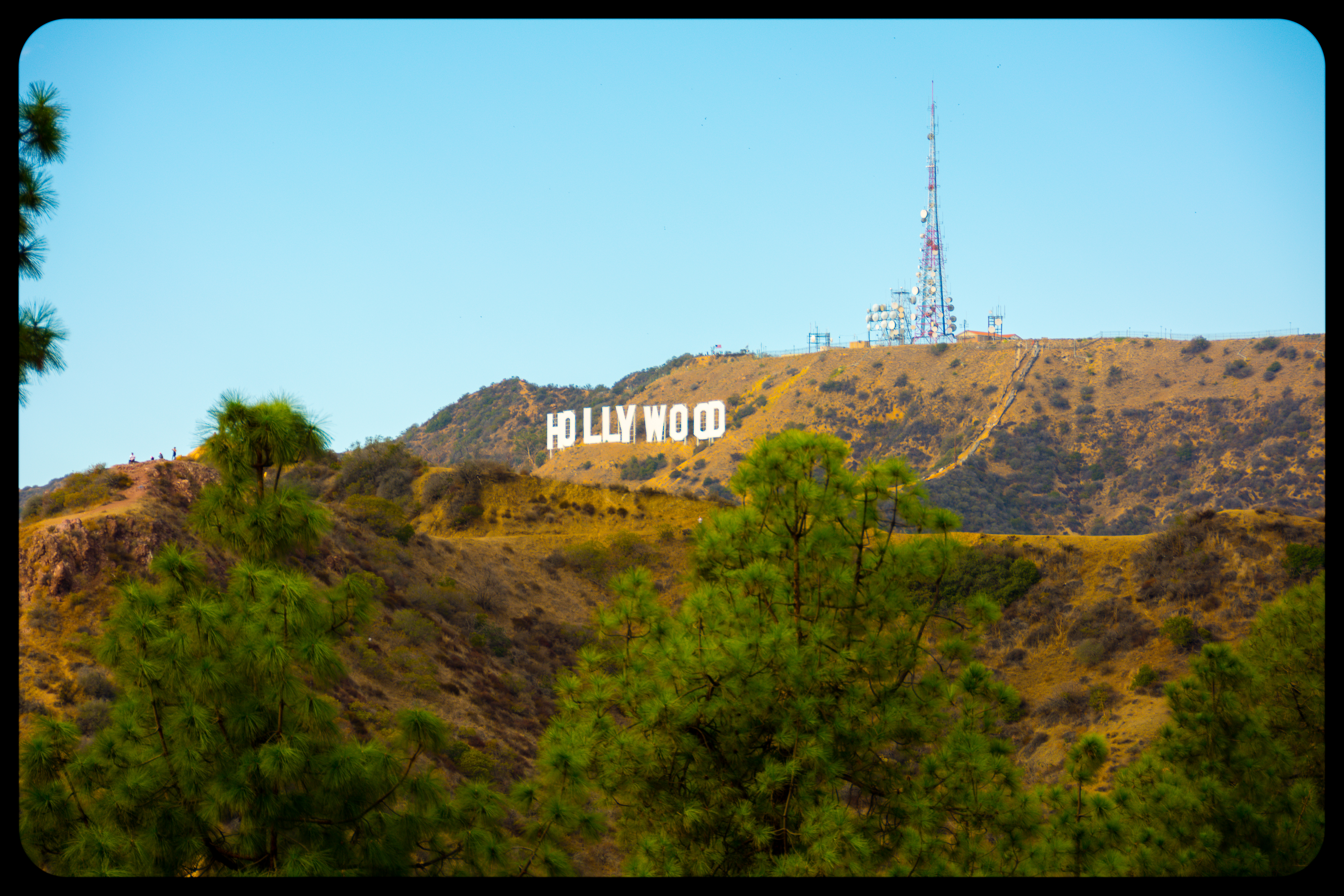
In de heuvels van Hollywood, liet Alcala ten minste een slachtoffer achter.

### Beloning voor slecht gedrag
Op 13 februari 1979 neemt hij de 15-jarige Monique Hoyt mee die in Riverside liftend langs de weg staat. Hij haalt haar over om zich door hem in het bos te laten fotograferen in verband met een fotowedstrijd. Ze brengen de nacht samen door in zijn appartement. De volgende ochtend neemt hij haar mee naar een afgelegen gebied in de bergen rond Los Angeles. Hij schiet naaktfoto’s van haar en verkracht haar daarna. Ze wint zijn vertrouwen door zo vriendelijk mogelijk tegen hem te blijven, ze zegt dat ze een relatie met hem wil en ontsnapt als hij bij een tankstation gebruik maakt van het toilet. Ze doet aangifte bij de politie en dezelfde dag herkent ze Alcala op een foto die door de politie geplaatst is tussen andere foto’s van mannen met gelijkwaardige uiterlijke kenmerken. Alcala wordt gearresteerd en geeft toe dat hij haar keel heeft dichtgeknepen en haar verkracht heeft. Toch is Alcala alweer snel op vrije voeten: zijn moeder betaalt de borg van 10.000 dollar en hij is weer vrij.
In april 1979 overhandigt Alcala zijn ontslagbrief aan zijn manager bij de LA Times. Op 12 mei heeft hij er zijn laatste werkdag. Op 14 juni wordt het lichaam van de 21-jarige Jill Parenteau gevonden in haar appartement in Burbank (Los Angeles). Ze is verkracht, gewurgd en geslagen. Er wordt vastgesteld dat er bij haar is ingebroken. Er is DNA van de dader achtergebleven in haar lichaam. In 2004 wordt door middel van DNA-analyse vastgesteld dat Alcala de moord heeft gepleegd. Het DNA van Jill Parenteau wordt tevens teruggevonden op een oorbel die in het bezit was van Alcala.
Op 20 juni 1979 verdwijnt Robin Samsoe, een 12-jarig meisje uit Huntington Beach. Haar lichaam wordt 12 dagen later gevonden in het 'Angeles National Forest' waar het is aangevreten door wilde dieren. Een vriendinnetje van het meisje vertelt de politie dat een vreemdeling hen vroeg of hij foto’s van hen mocht maken. Er wordt een dadertekening gemaakt en deze wordt verspreid.

Huntington Beach, de woonplaats van ten minste twee slachtoffers van Alcala.

## Arrestatie en veroordeling
Op 14 juli 1979 wordt Alcala in hechtenis genomen voor de moord op Robin Samsoe, de borg wordt vastgesteld op 250.000 dollar. Tijdens een zoekactie in de woning van de moeder van Alcala, twee weken later, treffen rechercheurs een verhuurbewijs van een opslagruimte in Seattle. In de opslagruimte worden diverse oorbellen gevonden, waaronder die van Robin Samsoe.
De rechtszaak start in 1980, Alcala pleit ‘onschuldig’ maar hetzelfde jaar nog wordt hij op 20 juni veroordeeld tot de doodstraf door middel van de gaskamer. De getuigenis van zijn zussen en zijn toenmalige vriendin die hem een alibi voor de moord op Robin Samsoe verschaften, hadden geen effect. De uitspraak wordt echter in 1981 tenietgedaan door het Hooggerechtshof van Californië omdat juryleden waren geïnformeerd over zijn eerdere seksuele delicten (de zaak Tali Shapiro uit 1968) waardoor zij bevooroordeeld raakten.
In 1986 wordt Alcala wederom veroordeeld tot de doodstraf, na een juryberaad van twee dagen. In antwoord op van zijn beroep, vernietigt het Hof van Beroep voor het 9e circuit het vonnis. Dit keer omdat een getuige de bewering van Alcala over de parkwachter die het lichaam van zijn laatste slachtoffer, Samsoe, had gevonden, niet mocht steunen. Naar de mening van Alcala was deze parkwachter ‘gehypnotiseerd door politieagenten’.
Tijdens zijn hechtenis schrijft en publiceert Alcala een boek, You, the jury (1994), waarin hij onschuld claimt in de zaak Samsoe en een andere verdachte voorstelt. Hij schrijft ook over zijn ervaring met Monique Hoyt, zij zegt hierover tegen de jury (ten tijde van de derde rechtszaak in 2010) dat hij niet alleen haar leven heeft geruïneerd maar dat hij ook nog eens schandalige verhalen over haar heeft verteld in zijn boek.
In gevangenschap dient Alcala twee rechtszaken in tegen het Californische strafsysteem, voor een uitglij-incident en voor de weigering om hem een vetarm dieet te geven.

### Derde rechtszaak
In 2009 komt het tot de derde rechtszaak. De openbaar aanklagers stellen voor om de ‘zaak Samsoe’ te combineren met de vier nieuw ontdekte slachtoffers die als gevolg van DNA-analyse aan Alcala kunnen worden toegeschreven. De verdediging protesteert hiertegen; zoals een van hen verklaart: "Als je een jurylid bent en je hoort een moordzaak, dan kun je waarschijnlijk redelijke twijfels hebben. Maar het is heel moeilijk om te zeggen dat je op alle vijf gegronde twijfels hebt, vooral wanneer vier van de vijf niet beweerd worden door ooggetuigen maar bewezen door DNA." In 2006 oordeelt het Californische hooggerechtshof in het voordeel van de vervolging, en in februari 2010 wordt Alcala berecht op de vijf samengevoegde beschuldigingen.
Voor deze derde rechtszaak verkiest Alcala om op te treden als zijn eigen advocaat. Hij speelt vijf uur lang de rollen van zowel ondervrager als getuige, stelt zichzelf vragen en beantwoordt ze vervolgens. Tijdens deze bizarre zelfondervraging vertelt hij de juryleden dat hij op Knott's Berry Farm solliciteerde naar een baan als fotograaf toen Samsoe werd gekidnapt. Hij toont de jury een deel van zijn optreden in 1978 in The Dating Game in een poging te bewijzen dat de oorbellen in zijn kast in Seattle van hem zijn, en niet die van Samsoe. Alcala doet geen significante poging om de vier toegevoegde aanklachten te betwisten, behalve door te beweren dat hij zich niet kan herinneren dat hij een van de vrouwen had vermoord. Als onderdeel van zijn slotargument speelt hij het Arlo Guthrie-lied 'Alice's Restaurant' waarin de protagonist een psychiater vertelt dat hij wil doden. Na minder dan twee dagen beraadslaging bevindt de jury hem schuldig aan eerste graad moord. Een verrassende getuige tijdens de straffase van het rechtszaakproces is Tali Shapiro, Alcala's eerste bekende slachtoffer. Alcala ondervraagt haar niet, hij biedt wel zijn excuses aan voor zijn ‘verachtelijke gedrag’. Shapiro gelooft niet in zijn excuses, die 40 jaar na de feiten komen. Psychiater Richard Rappaport, getuige voor de verdediging, getuigt dat Alcala's borderline persoonlijkheidsstoornis er de oorzaak van kan zijn dat hij zich het plegen van de moorden niet meer kan herinneren omdat de stoornis gepaard kan gaan met psychotische episodes. De officier van justitie voert daarentegen aan dat Alcala een "seksueel roofdier" is, die "wist dat wat hij deed verkeerd was en dat dat hem niet kon schelen". In maart 2010 wordt Alcala voor de derde keer ter dood veroordeeld. Het doodsvonnis zal voltrokken worden door middel van dodelijke injectie. Hij verblijft in de staatsgevangenis van Californië, Corcoran, in afwachting van verder beroep tegen zijn doodvonnissen.

### Foto's
Bij de arrestatie van Alcala in 1979 komt de politie in het bezit van ruim twee duizend foto's die hij de jaren ervoor maakte. De foto’s tonen met name naakte vrouwen en kinderen. Wegens juridische gronden kunnen de foto’s pas in maart 2010 gedeeld worden met het publiek. Vanwege het expliciete karakter van de foto’s worden er slechts 120 gedeeld met het doel te bepalen of onder de mensen die hij fotografeerde, extra slachtoffers zijn. In de eerste weken na de verspreiding meldt de politie dat 21 vrouwen naar voren zijn gekomen om zich te identificeren. Ten minste zes families zeggen dat ze geliefden herkennen die jaren geleden verdwenen en nooit werden gevonden. Zonder lichaam kan echter niet bewezen worden dat Alcala deze geliefde(n) heeft vermoord. In 2013 herkent een familielid de foto van Christine Thornton, 28 jaar ten tijde van haar vermissing, wier lichaam werd gevonden in Wyoming in 1982.
Sinds september 2016 zijn 110 van de originele foto's blijvend online gepost en de politie zoekt nog steeds de hulp van het publiek om meer identificaties mogelijk te maken.

### Verder onderzoek en veroordeling

#### Staat New York
Na zijn veroordeling in 2010 kondigen de autoriteiten van de staat New York aan dat zij Alcala niet langer achtervolgen vanwege zijn status als een veroordeelde in afwachting van executie. Niettemin beschuldigt een Grand Jury in Manhattan hem in januari 2011 voor de moorden op Cornelia Crilley, de TWA-stewardess, en Ellen Hover, de erfgename van Ciro, in respectievelijk 1971 en 1977. In juni 2012 wordt hij uitgeleverd aan New York, waar hij aanvankelijk in beide gevallen niet schuldig pleit. In december 2012 wijzigt hij beide verzoeken in ‘schuldig’. Op 7 januari 2013 veroordeelt een rechter uit Manhattan Alcala tot nog eens 25 jaar tot levenslang. De doodstraf is sinds 2007 geen optie in de staat New York.

#### Staat Washington
In 2010 merkt de politie Alcala aan als een 'Person of Interest' (een term die wordt gebruikt door de Amerikaanse rechtshandhaving bij het identificeren van iemand die betrokken is bij een strafrechtelijk onderzoek en die niet is gearresteerd of formeel is beschuldigd van een misdrijf) in de onopgeloste moorden op de 13-jarige Antoinette Wittaker in juli 1977, en Joyce Gaunt, 17, in februari 1978.

#### San Francisco
In maart 2011 kondigen rechercheurs in Marin County (Californië) aan dat ze overtuigd zijn dat Alcala verantwoordelijk is voor de moord op de 19-jarige Pamela Jean Lambson, die verdween na een uitstapje naar Fisherman's Wharf om een man te ontmoeten die had aangeboden om haar te fotograferen. Haar lichaam werd vervolgens gevonden in Marin County in de buurt van een wandelpad. Zonder vingerafdrukken of bruikbaar DNA is het onwaarschijnlijk dat een aanklacht wordt ingediend, maar de politie beweert dat er voldoende bewijs is om hen ervan te overtuigen dat Alcala de misdaad heeft begaan.

#### Wyoming
In september 2016 wordt Alcala beschuldigd van de moord op de 28-jarige Christine Ruth Thornton, die in 1977 verdween. In 2013 herkent een familielid haar op een door Alcala gemaakte foto die openbaar werd gemaakt. Haar lichaam werd gevonden in Sweetwater County (Wyoming), in 1982, maar wordt pas in 2015 geïdentificeerd toen het DNA dat door de familie van Thornton werd geleverd, overeenkwam met weefselmonsters van haar overblijfselen. Op het moment van overlijden was deze vrouw ongeveer zes maanden zwanger. Alcala geeft toe de foto te hebben genomen, maar geeft niet toe dat hij de vrouw heeft vermoord. Alcala – inmiddels 73 jaar oud – is "te ziek" om de reis van Californië naar Wyoming te maken om daar terecht te staan tegen de nieuwe aanklachten. Hij verbleef in de staatsgevangenis van Californië, Corcoran, in afwachting van verder beroep tegen zijn doodvonnissen.

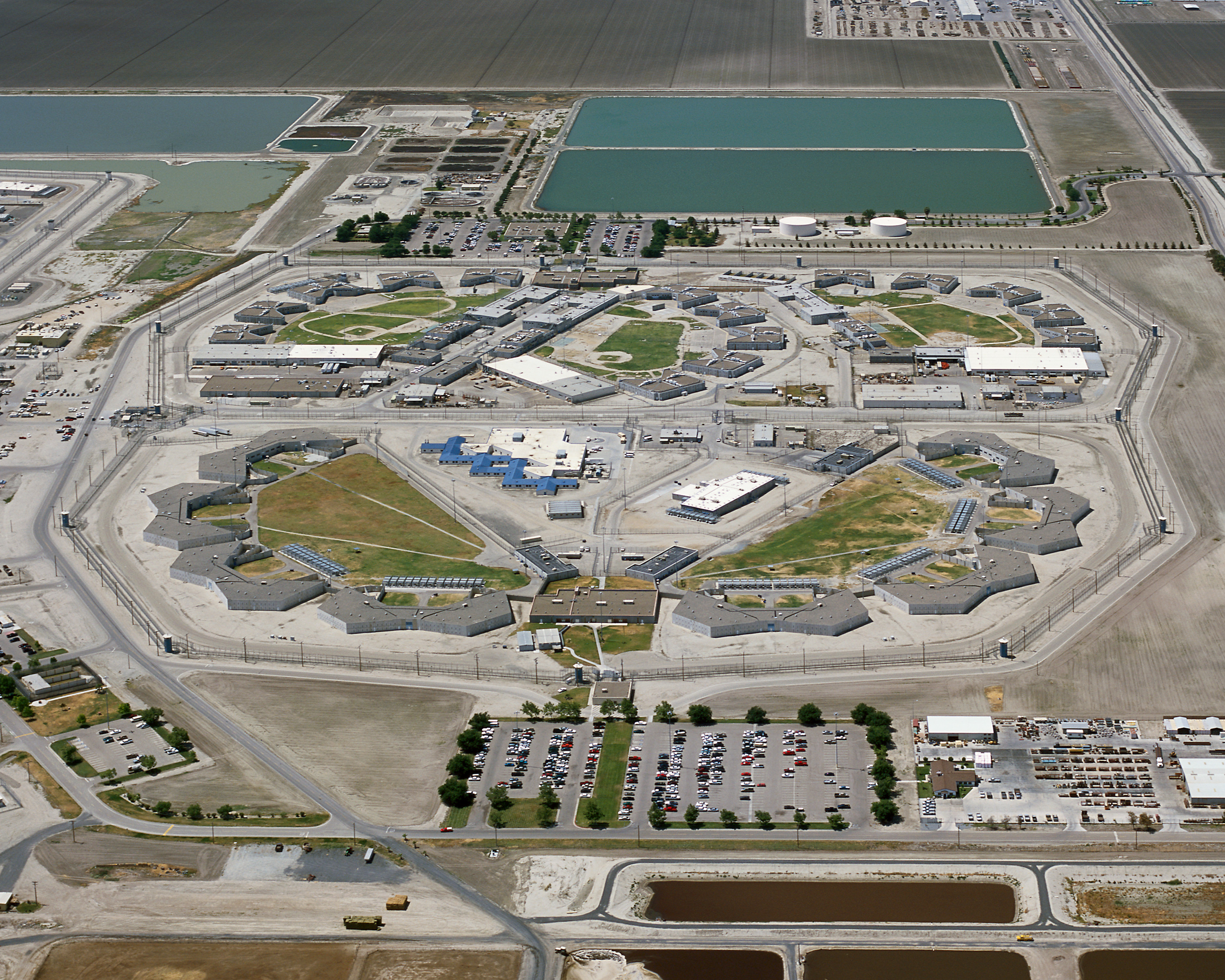
Californian State Prison Corcoran, de plaats waar Alcala verbleef in afwachting van zijn doodstraf.

## Sociopaat
Als Alcala 21 is, krijgt hij de diagnose ‘antisociale persoonlijkheidsstoornis.’ Deze persoonlijkheidsstoornis komt voor bij 0,2 tot 3,3% van de bevolking; de stoornis wordt gekenmerkt door een patroon van veronachtzaming of schending van de rechten van anderen en door impulsief en antisociaal gedrag. Er is vaak sprake van een gebrekkig geweten en van een geschiedenis van crimineel, agressief en/of impulsief gedrag en juridische problemen.
Bij Alcala manifesteren de eerste problemen zich pas als hij 18 of 19 jaar oud is, hij krijgt zenuwinzinkingen tijdens zijn werk als klerk in het Amerikaanse leger. Ondanks zijn persoonlijkheidsstoornis lukt het hem om zijn eerste universitaire studie zonder tijdsverlies af te ronden. Pas na het afronden van deze studie pleegt hij op 25-jarige leeftijd zijn eerste officiële gewelddadige delict, hij verkracht een meisje van 8 jaar en tracht haar om het leven te brengen. Hij ontsnapt aan de politie en leeft door alsof er niets gebeurd is, hij neemt een andere naam aan en neemt geen verantwoordelijkheid voor zijn daden.
Het lukt hem probleemloos een tweede universitaire studie met succes af te ronden. Hij behoudt drie jaar een baan als kunst- en dramabegeleider op een zomerkamp. Na het afronden van zijn tweede studie gaat Alcala dezelfde maand nog de fout in door toe te geven aan zijn innerlijke drang, hij verkracht en wurgt een 23-jarige vrouw. Alcala’s levensgeschiedenis vertoont vanaf dat moment een patroon van seksueel gewelddadige aanvallen tegen vrouwen en zeer jonge meisjes.
In het proces melden aanklagers dat Alcala's moordmethode was om zijn slachtoffers met zijn blote handen te stikken totdat ze bewusteloos waren, hen vervolgens toe te staan dat ze weer bij bewustzijn kwamen om het proces daarna te herhalen. Het feit dat hij zijn handen gebruikt om het slachtoffer te wurgen, duidt erop dat hij geen enkel medeleven met het slachtoffer heeft en tegelijkertijd geniet van de macht die hij heeft over het slachtoffer. Een slimme man als Alcala had zich er veel gemakkelijker en veiliger vanaf kunnen maken door een ander moordwapen in te zetten dat een sneller effect had, maar dat wilde hij niet. "Hij raakt opgewonden van het toebrengen van pijn aan andere mensen," zei aanklager Matt Murphy. Tijdens het proces voert Alcala een toneelstuk op waarin hij zichzelf ondervraagt en met een zwaardere stem antwoord geeft. Iets dat van weinig respect getuigt voor de slachtoffers en de nabestaanden van de slachtoffers.
Het opzettelijk toebrengen van (fysiek) leed aan anderen is iets waar Alcala niet mee kan stoppen. Het is een pad dat hij steeds opnieuw bewandelt, ondanks diverse gevangenisstraffen en de zelfverbeteringsprogramma’s waaraan hij deelnam. Daarmee kan Alcala als sociopaat aangemerkt worden; de militaire psychiater die in 1964 de diagnose ‘antisociale persoonlijkheidsstoornis’ stelde, had het bij het juiste eind.

## Overlijden
Alcala stierf een natuurlijke dood op 24 juli 2021.